# Hyptia hennigi
Hyptia hennigi (лат.) — вымерший вид перепончатокрылых насекомых рода Hyptia из семейства Evaniidae (Evanioidea). Эоценовый (балтийский янтарь).

## Описание
Длина тела 3,6 мм (голова — 0,39 мм; мезосома — 1,48 мм; метасома — 1,73 мм). Окраска в основном чёрная (брюшко и петиоль тёмно-коричневые). Глаза крупные. Жгутик усика 11-члениковый. Брюшко на длинном стебельке прикрепляется высоко на заднегрудке. Это самый древний ископаемый вид рода Hyptia (из примерно 50 его видов, только Hyptia deansi из мексиканского янтаря имеет миоценовый или олигоценовый возраст) и первый представитель рода в Восточном полушарии (все другие были американскими). Ранее из эоценового балтийского янтаря были описаны четыре вида эваниоидных наездников, но из других родов: Parevania brevis Brues, P. producta Brues, P. remanea Brues (Brues, 1933) и Evaniella eocenica Sawoniewicz & Kupryjanowicz (Sawoniewicz & Kupryjanowicz, 2003). Современные представители этой группы наездников паразитируют на тараканах.

## Этимология

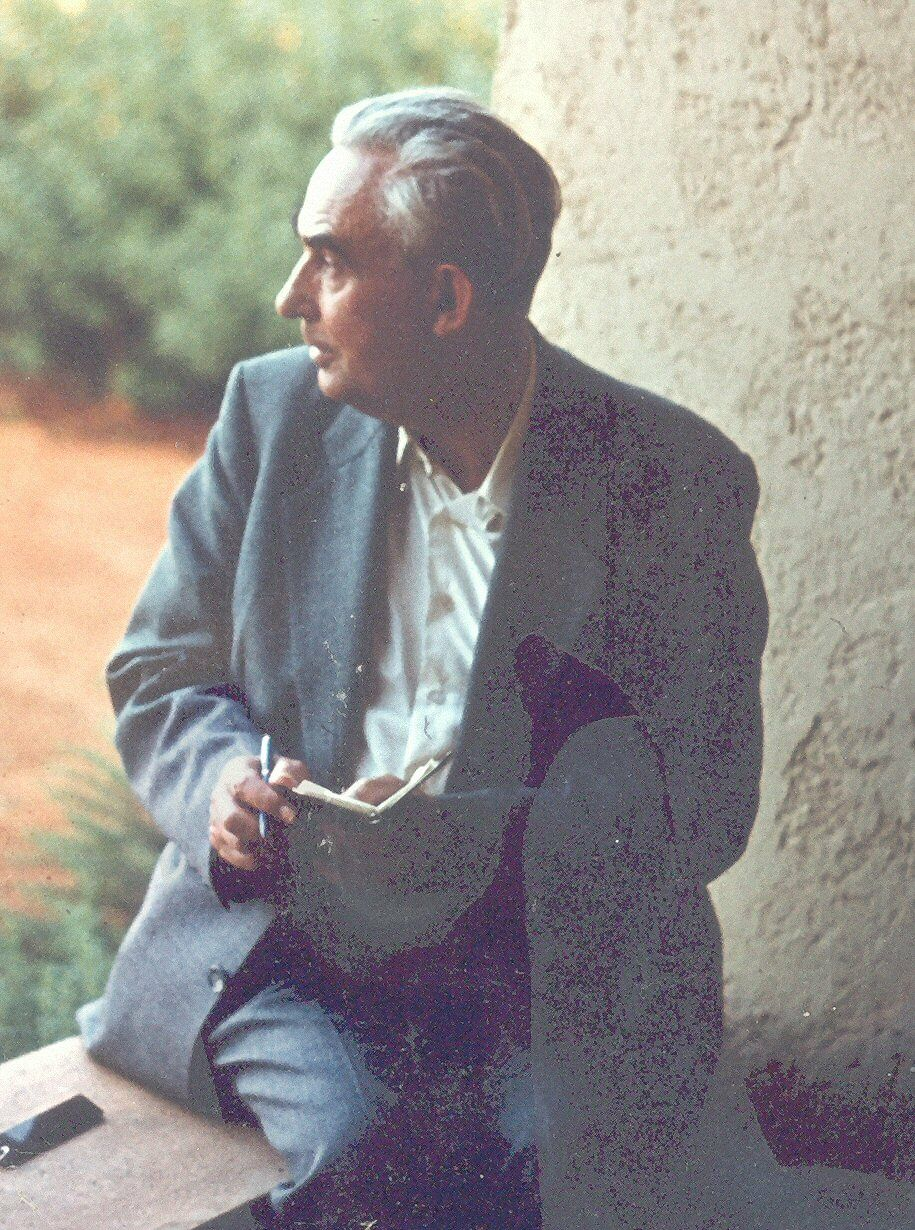
Вилли Хенниг (1913—1976)

Вид был впервые описан австралийским энтомологом Джоном Дженнингсом (John T. Jennings, Australian Centre for Evolutionary Biology and Biodiversity, and School of Earth and Environmental Sciences, Университет Аделаиды, Аделаида, Австралия), немецким гименоптерологом Ларсом Крогманном (Lars Krogmann, State Museum of Natural History Stuttgart, Штутгарт, Германия) & Priya (Австралия). Название вида H. hennigi является производным от фамилии энтомолога Вилли Хеннига (Willi Hennig, 1913—1976), одного из основателей филогенетической систематики по случаю 100-летия со дня его рождения. Отдавая дань уважения создателю кладистики, авторы открытия даже название своей сугубо научной статьи начали со слов «С днём рождения, Вилли Хенниг …» (Happy birthday Willi Hennig! — Hyptia hennigi sp. nov.).